# Bernard Leccia
Pour les articles homonymes, voir Leccia.
Bernard Leccia, né  le 1er novembre 1933 à Santa-Lucia-di-Tallano (Corse, actuelle Corse-du-Sud) et mort le 21 décembre 2007, est un homme politique français.

## Mandats
- Député de la septième circonscription des Bouches-du-Rhône (1993-1997)
- Adjoint au maire de Marseille